# Labor Pains (The Simpsons)
Labor Pains é o quinto episódio da vigésima quinta temporada do seriado de animação de comédia de situação The Simpsons, exibido originalmente em 17 de novembro de 2013.
. O episódio foi escrito por Don Payne (falecido em 26 de março de 2013) e Mitchell H. Glazer, e foi dirigido por Matthew Faughnan.

## Enredo
Homer fica preso em um elevador com uma mulher grávida chamada Gretchen e ajuda a entregar seu bebê, que ela o nomeia Homer, Jr. como forma de gratidão. Enquanto isso, Lisa ajuda a torcida de futebol local a obter melhores salários e condições de trabalho depois de saber que eles estão sendo explorados.

## Recepção

### Crítica
Dennis Perkins, do The A.V. Club, deu ao episódio um "C", dizendo que "No final, não há recompensa para este enredo em tudo, exceto que Maggie parece perdoar Homer por negligenciar-la em favor de sua nova família elevador", e que "é o tipo de recompensa emocional doce um bom episódio de The Simpsons retira depois de construir a história sobre uma base sólida de caráter ao longo do caminho. Talvez na próxima semana o episódio será melhor".

### Audiência
A exibição original do episódio em 17 de novembro de 2013 foi vista por 4,08 milhões de telespectadores, recebendo 1,8 ponto de audiência. O show foi o segundo mais assistido da FOX naquela noite, perdendo apenas para Family Guy, que teve 4,46 milhões de telespectadores.